# Maggot Brain
Maggot Brain es el tercer álbum de estudio de la banda estadounidense de funk rock Funkadelic, lanzado por Westbound Records en julio de 1971. Fue producido por el líder de la banda George Clinton y grabado en United Sound Systems en Detroit a finales de 1970 y principios de 1971. Fue el último álbum grabado por la formación original de Funkadelic; después de su lanzamiento, los miembros originales Tawl Ross (guitarra), Billy Nelson (bajo) y Tiki Fulwood (batería) abandonaron la banda por varias razones.
El álbum se ubicó en el R&B Top 20. Hoy en día, quizás sea más conocido por su canción principal de 10 minutos, interpretada por el guitarrista Eddie Hazel. Pitchfork lo nombró el 17.º mejor álbum de la década de 1970. En 2020, Rolling Stone clasificó a Maggot Brain con el puesto 136.º de los mejores álbumes de todos los tiempos en su lista actualizada.

## Música y letra
El álbum comienza con un monólogo de palabras habladas del líder de la banda George Clinton, que se refiere a "los gusanos en la mente del universo". Según la leyenda, la canción principal de 10 minutos se grabó en una sola toma cuando Clinton, bajo la influencia del LSD, le dijo al guitarrista Eddie Hazel que tocara como si le hubieran dicho que su madre había muerto: Clinton le indicó que "imaginara ese día, qué sentiría, cómo le daría sentido a su vida, cómo tomaría una medida de todo lo que había dentro de él y lo dejaría salir a través de su guitarra". Aunque varios otros músicos tocaron en la pista, Clinton los eliminó en gran medida de la mezcla final para que la atención se centrara en la guitarra de Hazel. Hazel utilizó efectos fuzz y wah, inspirados en su ídolo Jimi Hendrix; Posteriormente, Clinton agregó retraso y otros efectos en la mezcla, diciendo: "Lo volví a hacer eco tres o cuatro veces. Eso le dio a todo una sensación espeluznante, tanto en la interpretación como en los efectos de sonido". Los críticos han descrito el solo como "largo, alucinante" y "un emocional sonido de apocalipsis".
Las siguientes cinco pistas se han descrito como "meditaciones grupales de armonía amarga con bajo, teclado y conciencia de clase", y la banda explora una "fusión funk / psicodélica". "Can You Get to That" presenta al grupo vocal de respaldo de Isaac Hayes, Hot Buttered Soul, y contiene elementos de folk blues y música Góspel. "You and Your Folks, Me and My Folks" explora el amor interracial y presenta tambores distorsionados electrónicamente. Pitchfork describió la canción "Super Stupid" como una "historia de un tonto drogadicto con una melodía de la que Black Sabbath se habría sentido orgulloso". La pista de cierre de 9 minutos "Wars of Armageddon" ha sido descrita como una improvisación "enloquecedora" y utiliza "efectos de sonido paranoicos, psicodélicos y sonidos de la multitud". El erudito en música popular Yuval Taylor lo describió como "una prefiguración ardiente" de la música que Miles Davis interpretaría en su álbum en vivo de 1975 "Agharta".

## Título y embalaje
Según se informa, "Maggot Brain" era el apodo de Hazel.[cita requerida] Otras fuentes dicen que el título es una referencia al líder de la banda, George Clinton, que encontró el "cadáver descompuesto, con el cráneo partido, en un apartamento en Newark, Nueva Jersey" de su hermano.[cita requerida]
La portada muestra la cabeza de una mujer negra que grita saliendo de la tierra; fue fotografiada por Joel Brodsky y presenta a la modelo Barbara Cheeseborough.[cita requerida] Las notas del álbum son una polémica sobre el miedo proporcionada por la Iglesia del Proceso del Juicio Final, un oscuro culto religioso satanista.[cita requerida] Según el autor Rickey Vincent, la supuesta asociación de la organización con el asesino en masa Charles Manson, junto con los temas premonitorios del álbum y el llamativo diseño gráfico, le dieron a Funkadelic la imagen de una "banda de rock negro adoradora de la muerte".[cita requerida]

## Lanzamiento y secuelas
Westbound Records lanzó Maggot Brain en julio de 1971. Alcanzó el puesto 108 en la lista de éxitos de EE. UU.[cita requerida] y no alcanzó la lista del Reino Unido, y también alcanzó el top 20 de las listas de R&B.[cita requerida]
Después del lanzamiento del álbum, la banda se disolvió efectivamente: el baterista Tiki Fulwood fue despedido debido al consumo de drogas; según los informes, el guitarrista Tawl Ross participó en un "concurso de ingerir ácido, luego resopló un poco de velocidad antes de volverse completamente loco" y no ha actuado desde entonces; el bajista Billy Nelson renunció por una disputa de dinero con Clinton. Posteriormente, solo Clinton, Hazel y el teclista Bernie Worrell permanecieron de la formación original de Funkadelic.[cita requerida]
Una reedición de 2005 incluyó tres bonus tracks, entre ellos una mezcla alternativa de "Maggot Brain" con la actuación de la banda completa.[cita requerida]